# Ion Solcanu
Ion Solcanu (n. 19 octombrie 1943, Bogdănești, județul Suceava) este un istoric român, specialist în arta medievală și un fost senator PSD de județul Iași în toate legislaturile în perioada 1990-2008.

## Biografie

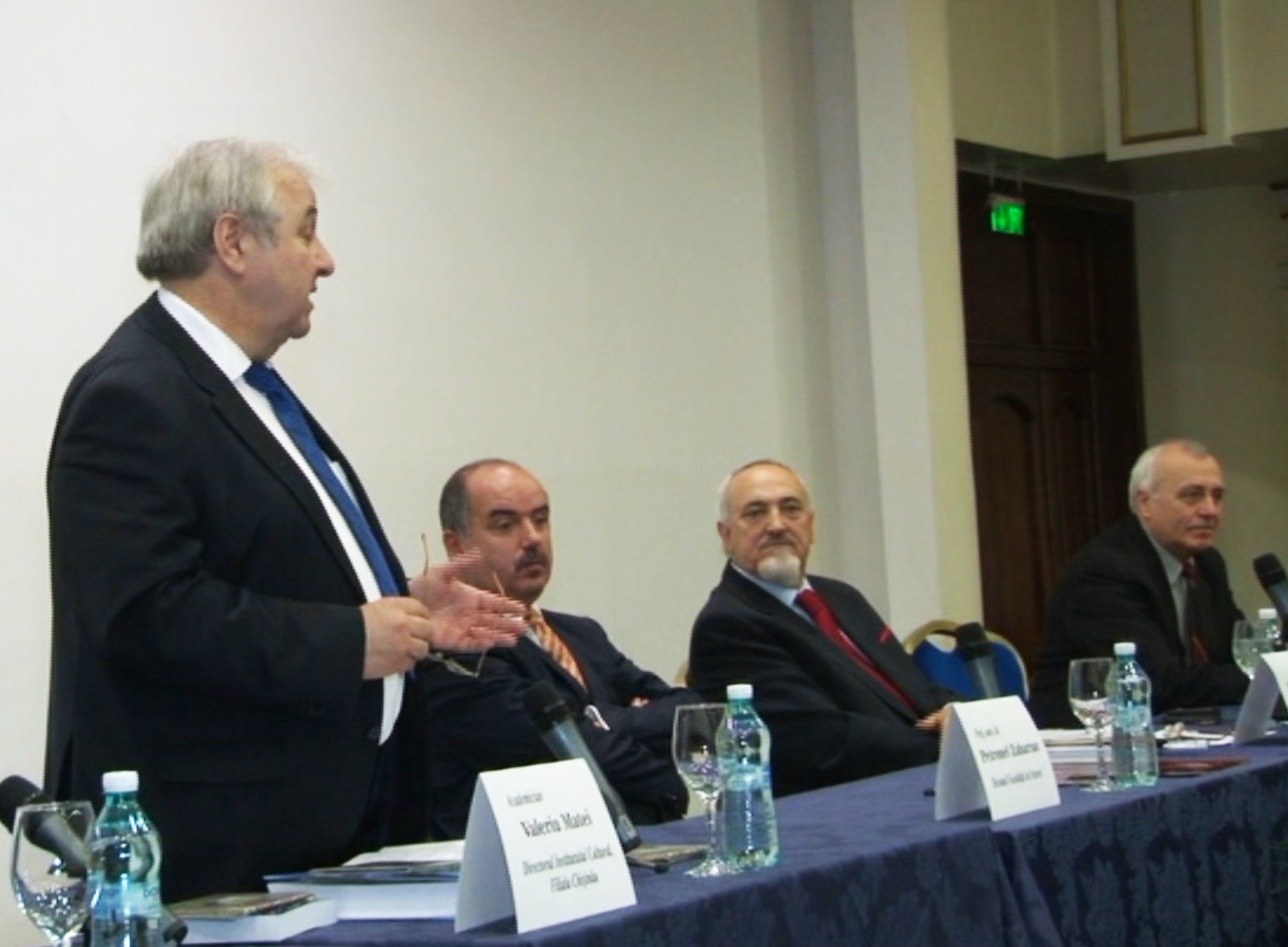
19 martie 2013 - Intervenția acad. Valeriu MATEI (Chișinău) la lansarea volumului „Școala românească în județele Cahul, Bolgrad și Ismail pe durata reîntrupării la Principatele Române 1857-1878”

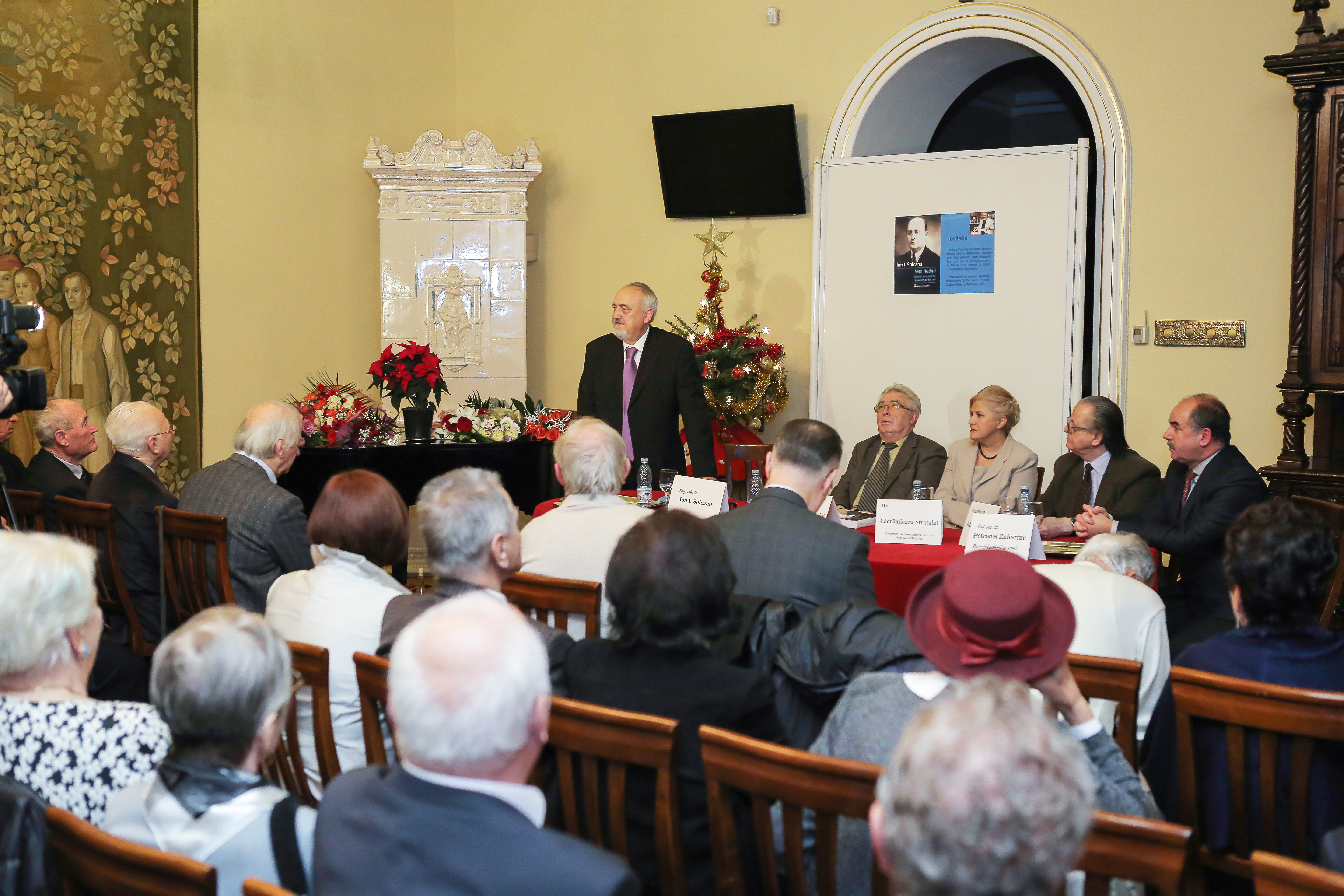
5 decembrie 2015, la lansarea monografiei „Ioan Hudiță, istoric, om politic și autor de jurnal”

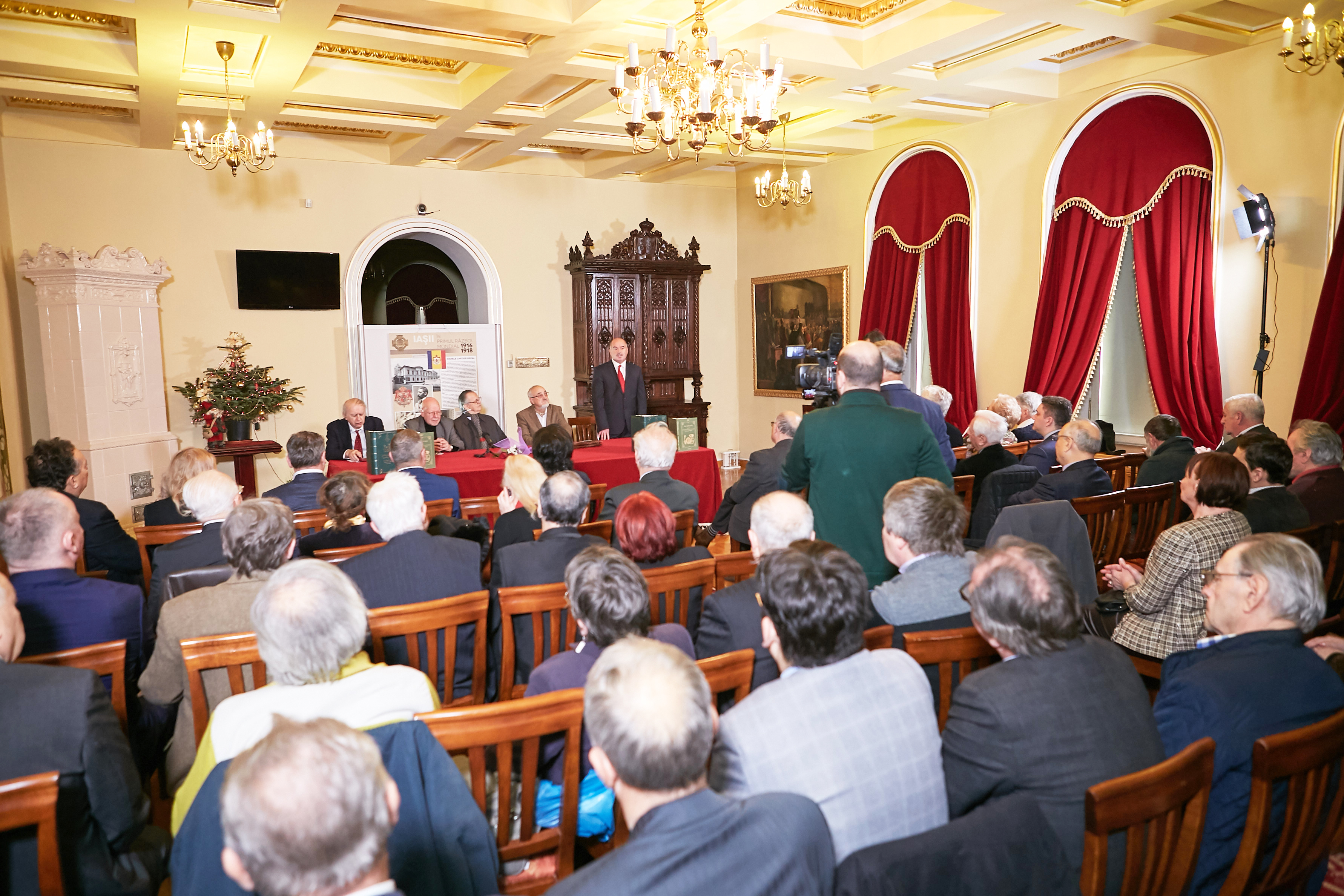
22 decembrie 2018, la lansarea Jurnalului de front „Operațiile și istoricul Regimentului 9 Vânători în Răsboiul pentru întregirea neamului românesc, 1916-1919” și „Un erou din Războiul de întregire a României: Regimentul 9 Vânători”

Ion Solcanu s-a născut la data de 19 octombrie 1943 în satul Bogdănești (județul Suceava), într-o familie de credincioși ortodocși. Tatăl său, Ilie, a fost pădurar silvic, iar mama sa, Maria, agricultoare.
A învățat la școala primară și generală din comuna Bogdănești, la Liceul „Nicu Gane“ din Fălticeni și, în perioada 1962-1967, a urmat cursurile Facultății de Istorie-Filosofie a Universității „Al. I. Cuza“ din Iași. În anul 1982 a obținut titlul științific de doctor în istorie la Universitatea „Babeș Bolyai“ din Cluj-Napoca, în urma susținerii tezei „Elemente laice locale în pictura religioasă din Moldova, secolele XV-XVI“, elaborată sub conducerea acad. prof. dr. Virgil Vătășianu.
După absolvirea facultății, a lucrat ca cercetător științific la Institutul de Istorie și Arheologie „A.D. Xenopol“ din Iași (1967-1976), apoi în calitate de cadru didactic la Facultatea de Istorie a Universității „Al. I. Cuza“ ca asistent, lector și conferențiar din 1976 până în prezent. A predat cursurile universitare de „Istoria artei românești și universale“ și „Etnografie românească“.
A efectuat o serie de cursuri postuniversitare de specializare în domeniul istoriei artei: la Universitatea București, cu profesorii I. D. Ștefănescu și Corina Niculescu; la Universitatea "Babeș-Bolyai" din Cluj-Napoca, cu acad.prof.dr. Virgil Vătășianu; în Grecia (1976) și în Germania - Freiburg i.Br. (1981).
Pe lângă activitatea politică și didactică, Ion Solcanu a fost membru al Comisiei Naționale a Monumentelor Istorice (1993-1997, 2000-2004); președinte al Comisiei Regionale a Monumentelor Istorice - Moldova (2001-2004); vicepreședinte al Fundației Culturale "Secolul XXI" (din 1992); președinte al Asociației „Pro Ruralis”; membru fondator al Fundației „Jus Civica”; membru fondator și președinte al Fundației Române pentru Social - Democrație și Integrare Europeană – Iași (din 2002); prim-vicepreședinte al Asociației Culturale "România în lume" (din 2002).
Printre pasiunile sale, Ion Solcanu menționează lectura lucrărilor de specialitate (istoria artei) și a lucrărilor social-politice, studierea monumentelor de artă, pescuitul.

## Activitate politică
După Declarația din aprilie 1964 Ion Solcanu s-a înscris în PCR. În decembrie 1989 a luat parte efectiv la evenimentele revoluționare. A fost ales președinte al Comitetului Revoluționar al Tineretului din Iași; a fost desemnat de Institutele de Învățământ superior din Iași ca membru al Comitetului Provizoriu de Conducere al Județului Iași pentru probleme de învățământ și culte. În această calitate,  la 19 ianuarie 1990 a fost ales secretar al Comitetului Provizoriu al Frontului Salvării Naționale din județul Iași.
Participă la alegerile parlamentare  din 20 mai 1990  fiind ales senator de Iași pe listele FSN și,  apoi,  reales ca senator în toate legislaturile post-revoluționare,  1992-1996; 1996-2000; 2000-2004; 2004-2008). În cadrul Senatului României a îndeplinit funcțiile de președinte al Comisiei de Politică și pentru Drepturile Omului și Cetățeanului (1990-1992); președinte al Comisiei de Învățământ și Cercetare (octombrie 1992 - martie 1994); vicepreședinte al Senatului (martie 1994 - noiembrie 1996); secretar al Comisiei de Cultură și Mijloace de Informare în Masă (1996 – 2000); președinte al Grupului Român al Uniunii Interparlamentare (ianuarie 1993 - noiembrie 1996; februarie 2001 - decembrie 2004 și din 23 februarie 2005- 2008).
Din inițiativa sa, pe 14 aprilie 1992, Organizația județeană Iași a aprobat desprinderea de FSN și s-a constituit ca primă filială din România a Frontului Democrat al Salvării Naționale. A fost ales președinte al Organizației Județene Iași a FDSN, ulterior PDSR și PSD.
Ion Solcanu a fost vicepreședinte al Partidului Social Democrat. În cadrul activității sale parlamentare în legislatura 1990-1992, Ion Solcanu a fost membru în grupurile parlamentare de prietenie cu Republica Italiană și Regatul Thailanda. În legislatura 1996-2000, Ion Solcanu a fost membru în delegațiile Parlamentului României în Comisia Interparlamentară București-Chișinău și în Comitetul Director al Grupului Român al Uniunii Interparlamentare. Tot în legislatura 1996-2000, a fost membru în grupurile parlamentare de prietenie cu UNESCO, Republica Elenă și Republica Arabă Siriană. În legislatura 2000-2004, Ion Solcanu a fost membru în grupurile parlamentare cu Republica Arabă Siriană, Republica Populară Chineză și Japonia. În legislatura 2004-2008, Ion Solcanu a inițiat 36 de propuneri legislative, dintre care 16 au fost promulgate legi.
În iulie 2008 a demisionat din PSD

## Lucrări publicate
Profesorul Solcanu este autor de volume și al peste 150 de studii și articole de specialitate publicate în reviste din țară și străinătate, tratând subiecte de istoria artei medievale românești și interferențe culturale în sud-estul Europei; de istoria modernă și contemporană a României ( învățământ, cultură, politică etc.)

### Cărți
- Biserica Solca, monografie istorică și artistică (Iași, 1977) - prim autor
- Petru Rareș (Ed. Academiei, București, 1977) - coautor
- Profesorul dr. Ilie Grămadă la 70 de ani (Iași, 1984) - coordonator, prefață și coautor
- Voroneț (Iași, 1986) - prim autor
- Artă și societate românească în sec. XIV – XVIII (Ed. Enciclopedică, București, 2002) - carte de  autor

Recenzii și note bibliografice:
           Valentin Ciucă, „Artă și Societate” în „Ziarul de Iași”, 1 iunie, 2002; 
           Dr. Vasile Demciuc, Realizare științifică de prestigiu, în  „Crai nou”, vineri, 7 iunie, 2002; 
           Dan Floareș, în „Studii și Materiale de Istorie Medie”, volumul XXI, 2003, p. 467-469; 
           Ion Toderașcu, în AȘUI, Serie nouă, Tomul L, 2004, p. 269-270; 
A. David, în „Analele Univ. Dunărea de Jos”, Galați, Seria istorie, 2007, nr. 6,p. 272-274.
- Școala românească în județele Cahul, Bolgrad și Ismail pe durata reîntrupării la Principatele Române. 1857-1878, București, Editura Enciclopedică, 2013, 378 p. + 24 Anexe și 3 planșe - carte de autor

Recenzii și note bibliografice:
Mircea Radu Iacoban, „Șichirlichitai”, în „Monitorul de Suceava”, joi, 19.XII.2013; 
Mihai Ștefan Ceaușu, Despre școala românească din sudul Basarabiei, în Revista Română,
anul XIX, nr. 1(75) aprilie 2014, p. 36-37; 
Ion Agrigoroaiei, „Națiune și acțiune” în „Cronica Veche”, an IV, nr. 3(38), martie 2014, p. 19; 
Mihai Iacobescu, O aniversare și o lansare de carte, (I) în Crai Nou, 16. VI, 2014;  (II), idem, 
din 23.VI.2014.
- O istorie a artei… parlamentare. Declarații politice, intervenții și interpelări, 1990-2003 (Tipo Moldova, Iași, 2003)
- Romanian art and society (14-18th century) (Ed. Enciclopedică, București, 2004)
- Artă și civilizație în timpul lui Ștefan cel Mare (Ed. Coresi, București, 2004) - coautor
- Operațiile și istoricul Regimentului 9 Vânători în Răsboiul pentru întregirea „Neamului românesc” 1916-1919 (Ed. Enciclopedică, București, 2018)
- Un erou din Războiul de Întregire a României: Regimentul 9 Vânători (Ed. Junimea, Iași, 2018)

## Distincții
Este membru al Academiei Oamenilor de Știință din România (AOSR).